# مسجد الفردوس
مسجد الفردوس هو مسجد يقع في سنغافورة، يعد المسجد من مساجد الجيل القديم المبنية في الغرب، يقع المسجد في جالان العبادات في تشوا تشو كانغ قبالة الطريق .

## البناء
في عام 1962 تم بناء مسجد الفردوس في سنغافورة، وفي عام 1999 تم توسيع وتحديث المسجد ليواكب خدمت احتياجات سكان المناطق المجاورة للمسجد، اليوم يمكن لمسجد الفردوس أن تستوعب ما يصل إلى حوالي 200 مصلي في وقت واحد، هناك دروس دينية للكبار تقام في المسجد في المساء .

## وصلات خارجية
- الموقع الرسمي لمسجد الفردوس
- التجوال الافتراضي في مسجد الفردوس